# Wspólnota Kościoła Chrześcijan Baptystów w Wejherowie
Zbór Kościoła Chrześcijan Baptystów w Wejherowie – zbór Kościoła Chrześcijan Baptystów znajdujący się w Wejherowie, przy ulicy 3-go Maja 23C/1.
Nabożeństwa odbywają się w każdą niedzielę o godzinie 10.00.